# 裂叶马兰
裂叶马兰（学名：Kalimeris incisa）为菊科马兰属的植物。分布在俄罗斯、日本、朝鲜以及中国的东北及内蒙古等地，生长于海拔700米的地区，一般生于林间空地、灌丛、山坡草地及湿草地，目前尚未由人工引种栽培。